# Proact Stadium

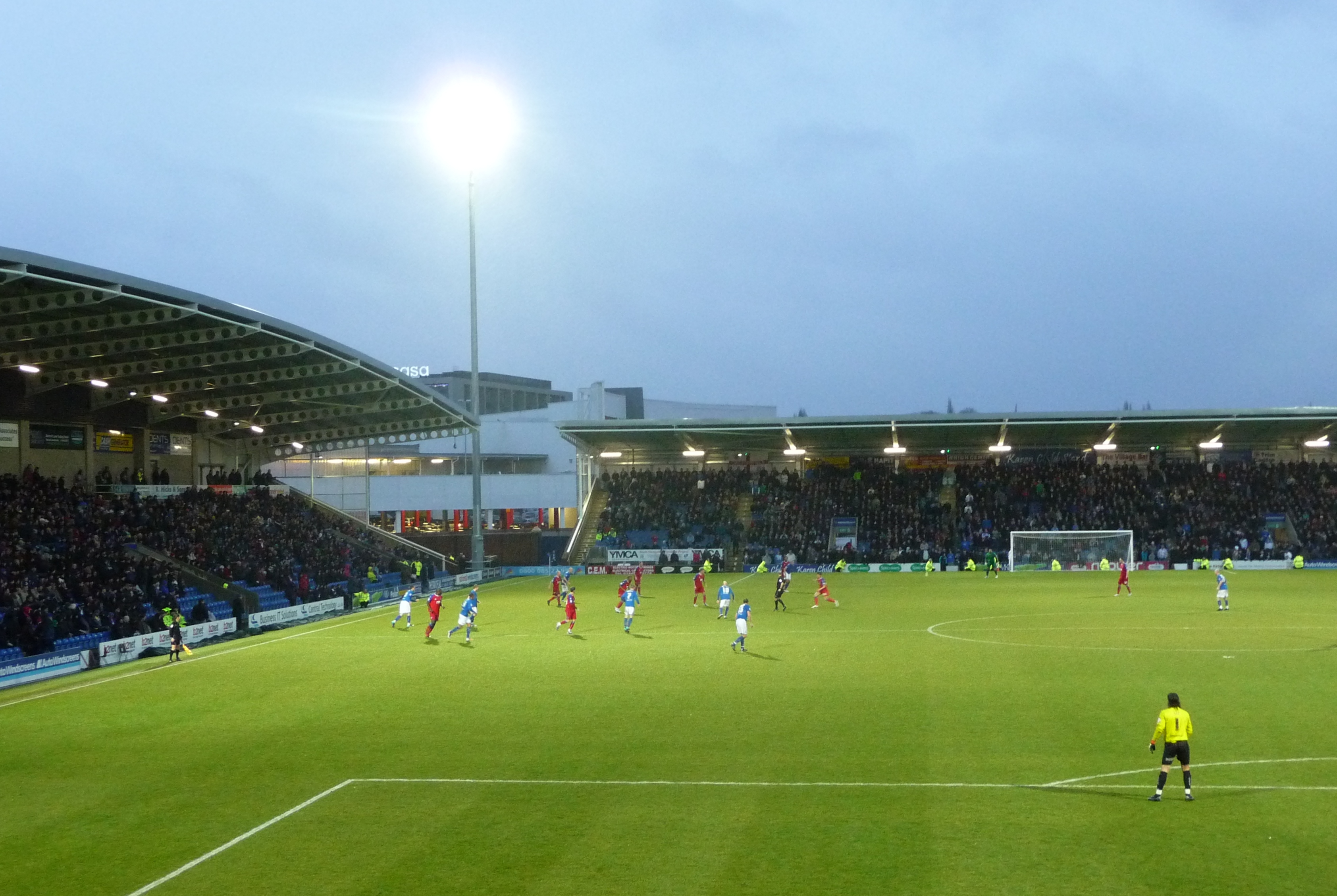
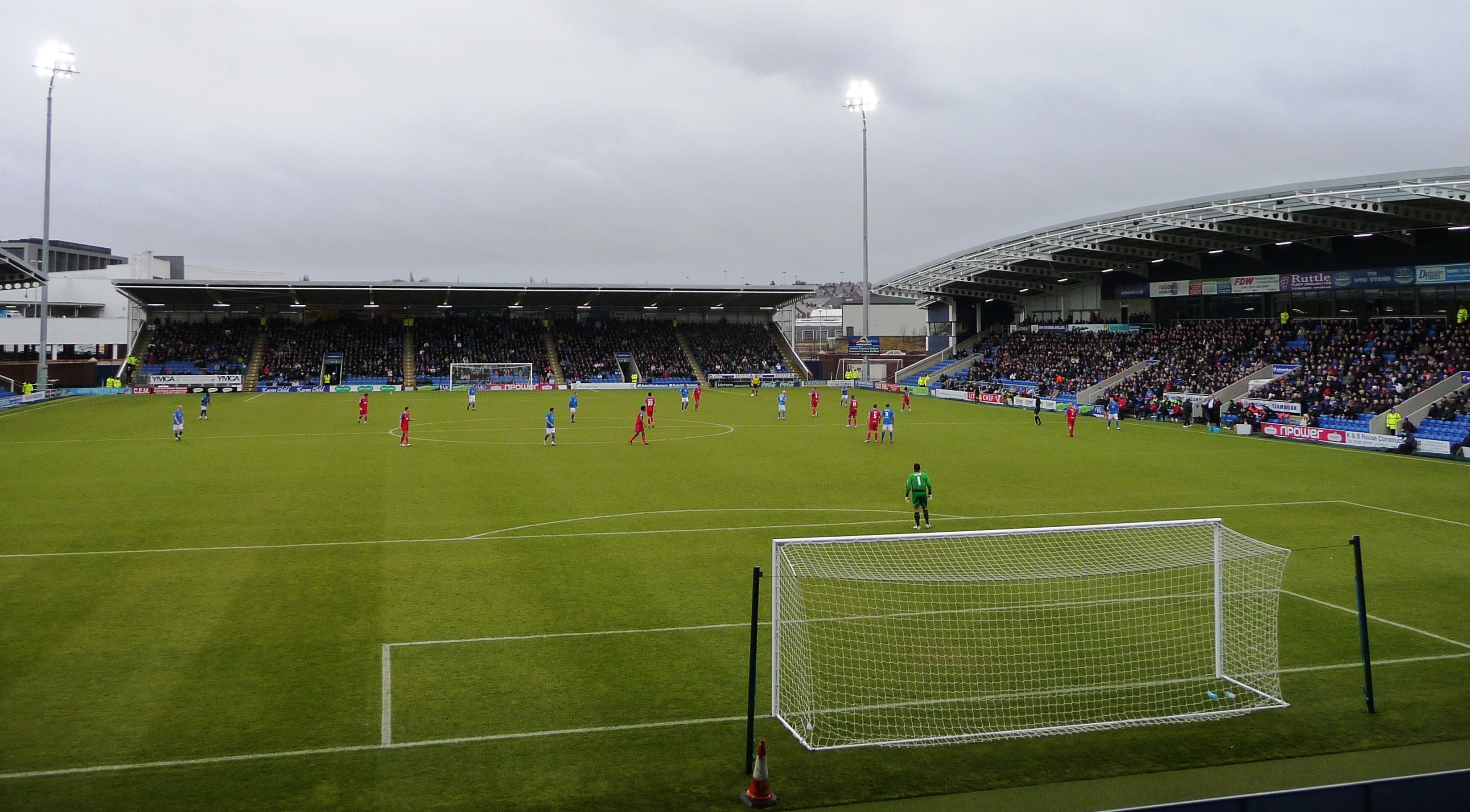

El Proact Stadium (antes conocido como el Estadio B2net) es un estadio de fútbol en Whittington Moor, Chesterfield, Derbyshire, en el solar de la antigua fábrica de vidrio Dema.
Se trata de la estadio de Chesterfield FC, en sustitución del Saltergate como estadio del club desde el inicio de la temporada 2010-2011.
Tiene una capacidad de aproximadamente 10 500 personas, costo £13 000 000 para la construcción y fue diseñado por los arquitectos con sede en Sheffield McHugh Associates. El nombre del patrocinador inicial para el estadio B2net fue revelado el 14 de agosto de 2009. Sin embargo, después de dos temporadas y después de la adquisición de la empresa sueca B2net por Proact, el cambio de nombre del estadio a "Proact Stadium" fue oficialmente anunció el 13 de agosto de 2012. El estadio ha sido elegido para organizar partidos de Inglaterra sub-19 y sub-21, y se usa en múltiples funciones no futbolísticas, desde bodas hasta conciertos de música pop.